# Watt (novela)
Watt es una novela escrita en 1945 por el escritor irlandés Samuel Beckett, durante su estadía en Roussillon. Es su última novela escrita en inglés y prefigura los temas y estilos que lo tornarían uno de los autores capitales del siglo XX.

## Estructura
"Watt" consta de cuatro largos capítulos y de un anexo compuesto de notas crípticas y una partitura musical.
El primer capítulo se desarrolla en un parque, con una serie de personajes extravagantes que introducen a Watt, el protagonista.
Los capítulos siguientes narran la "vida" de Watt al servicio de Mr. Knot, un enigmático millonario al que no vemos nunca, pero cuyos caprichos Watt debe atender conforme un programa en extremo minucioso, a través del cual Beckett despliega su característico humor negro. 

## Trama
Watt es una novela vanguardista, narrada en tercera persona y cuyo protagonista es Watt, un vagabundo irlandés que ingresa al servicio doméstico de una mansión. El absurdo y las contradicciones del lenguaje adquieren el rol de leimotiv de la novela, con páginas y páginas dedicadas a la rutina del dueño de casa, su peculiar concepto de la comida, el perro, la familia Flynn y otros elementos que exponen el peculiar sentido del humor de Beckett.